# Tungelsta station
Tungelsta  är en station på Stockholms pendeltågsnät, belägen i Tungelsta inom Haninge kommun på Nynäsbanan.
Den 3 december 2012 togs dubbelspåret i bruk mellan Västerhaninge och Tungelsta och i december 2016 öppnades dubbelspåret mellan Tungelsta och Hemfosa. En normal vintervardag har stationen cirka 400 påstigande (2015).

## Anslutning
I rusningstrafik går två tåg i timmen i vardera riktningen  mellan Bålsta/Kallhäll och Nynäshamn. I övrigt går endast två tåg i timmen. Det finns också bussförbindelser med Västerhaninge och andra kommundelar. Restiden med pendeltåg till Stockholm är cirka 30-40 minuter.
Stationen fjärrstyrs från Stockholms tågledningscentral. Ställverkstypen är ett datorställverk av modellen Ställverk 85.
Vid Tungelsta station stannar följande bussar:
- 835 Tungelsta (Lillgården) - Länna/Vega (Vardövägen)
- 893 Tungelsta (Lillgården) - Sergels torg

Vid Tungelsta skola stannar även buss 848 
(Västerhaninge - Tungelsta - Västerby - Sorunda - Stora Vika - Nynäshamn).

## Galleri

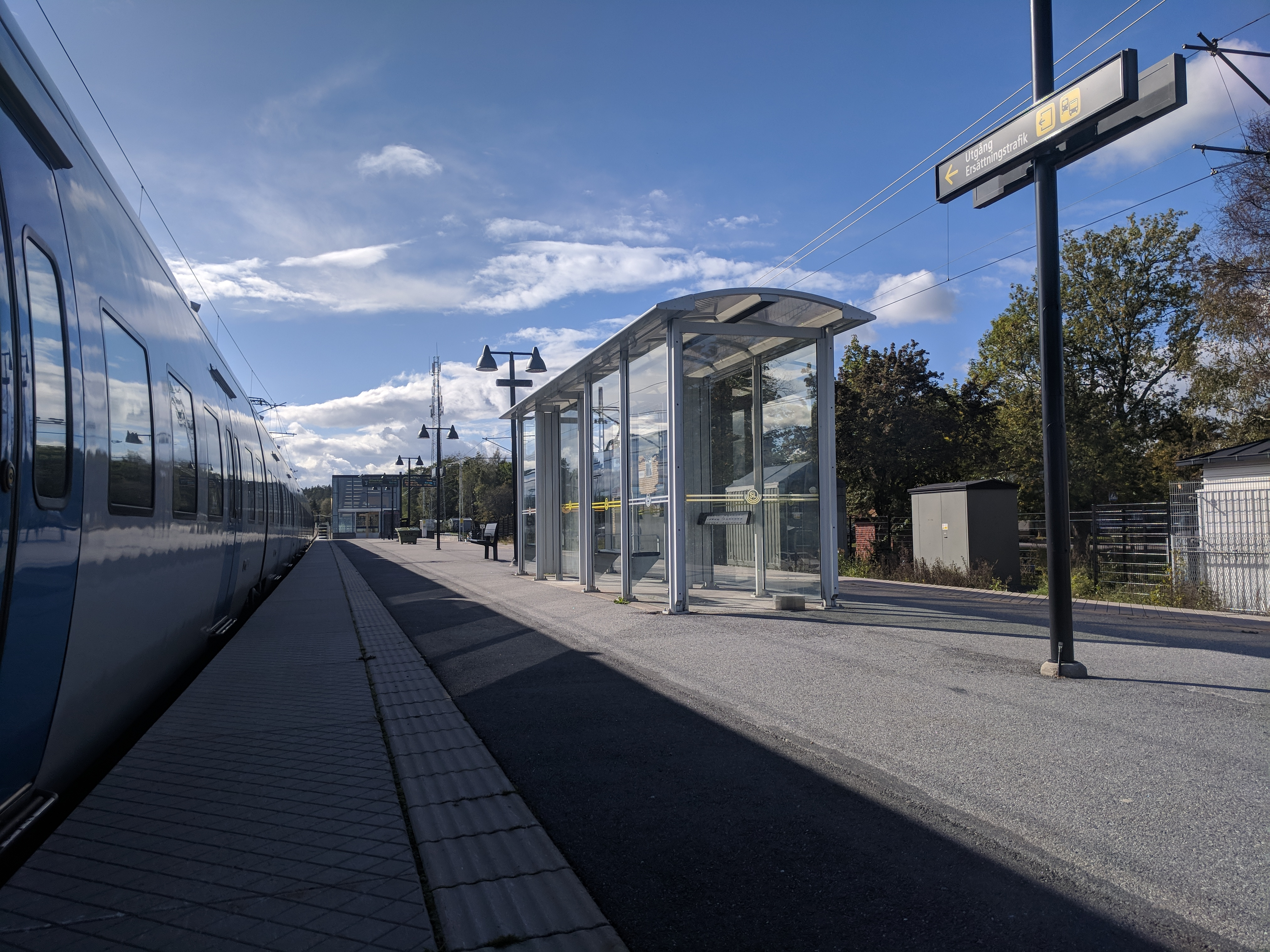
Perrongen med pendeltåg på stationen
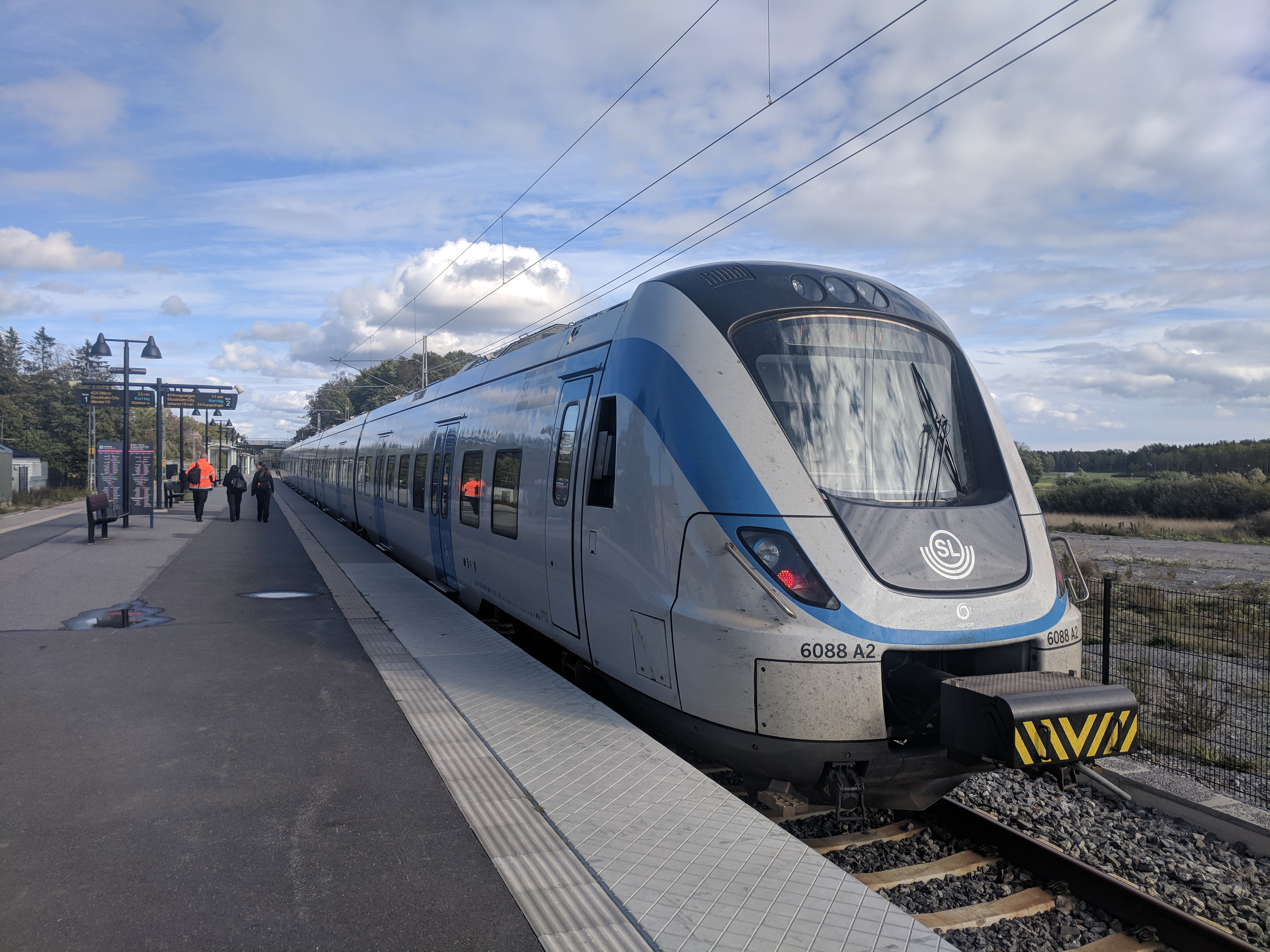
Pendeltåg på stationen
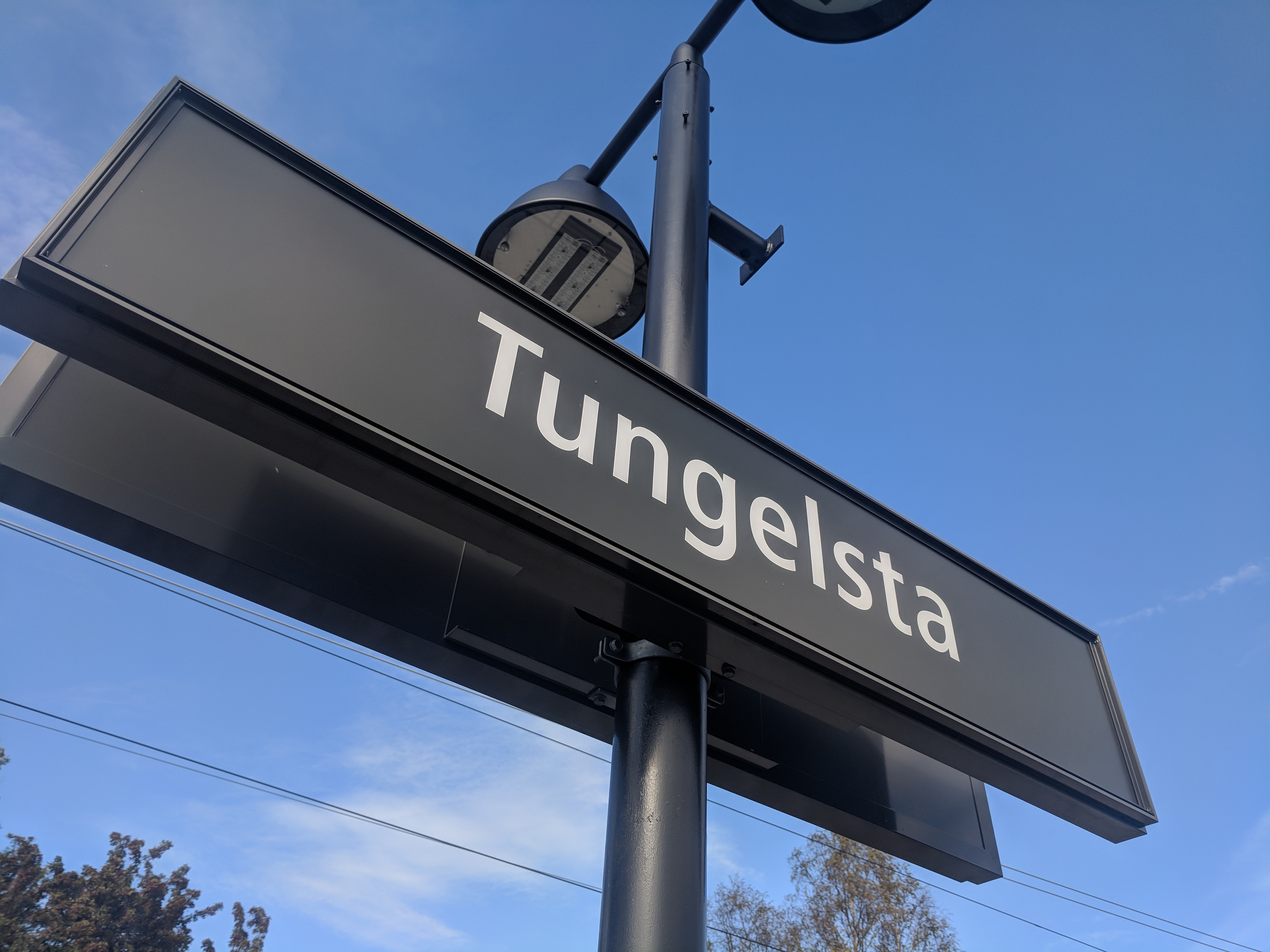
Stationsskylt
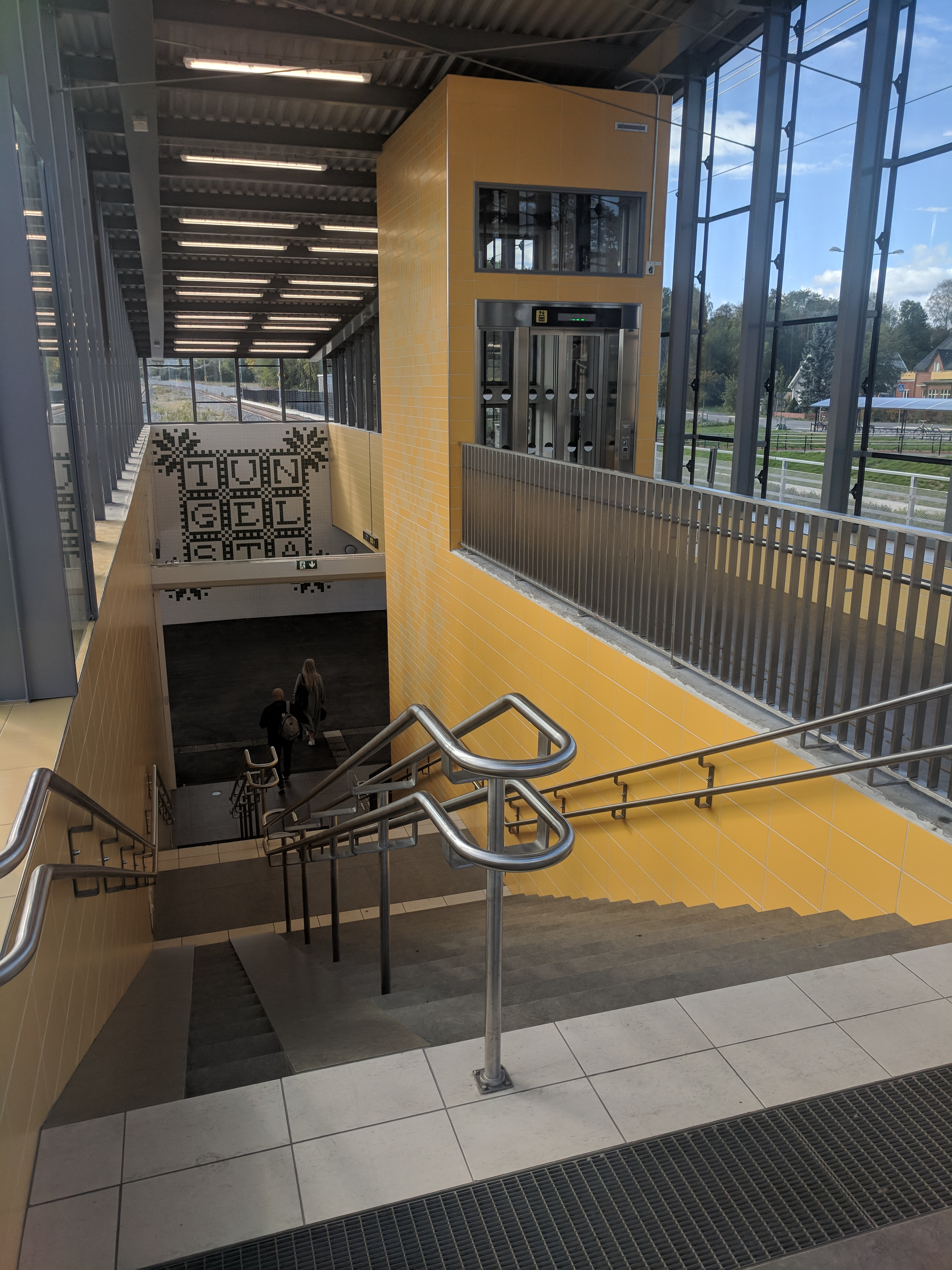
Ingång
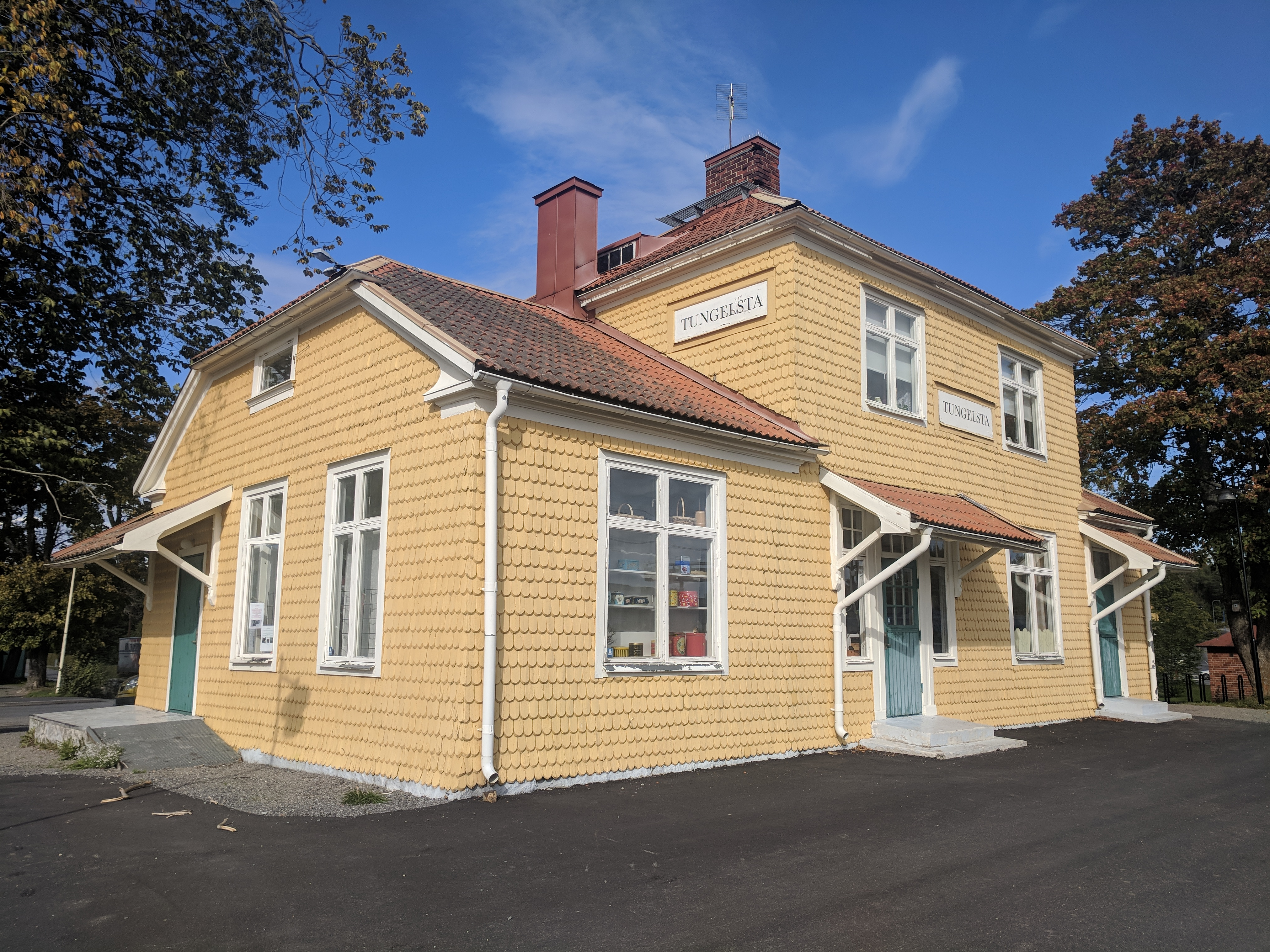
Gamla stationshuset
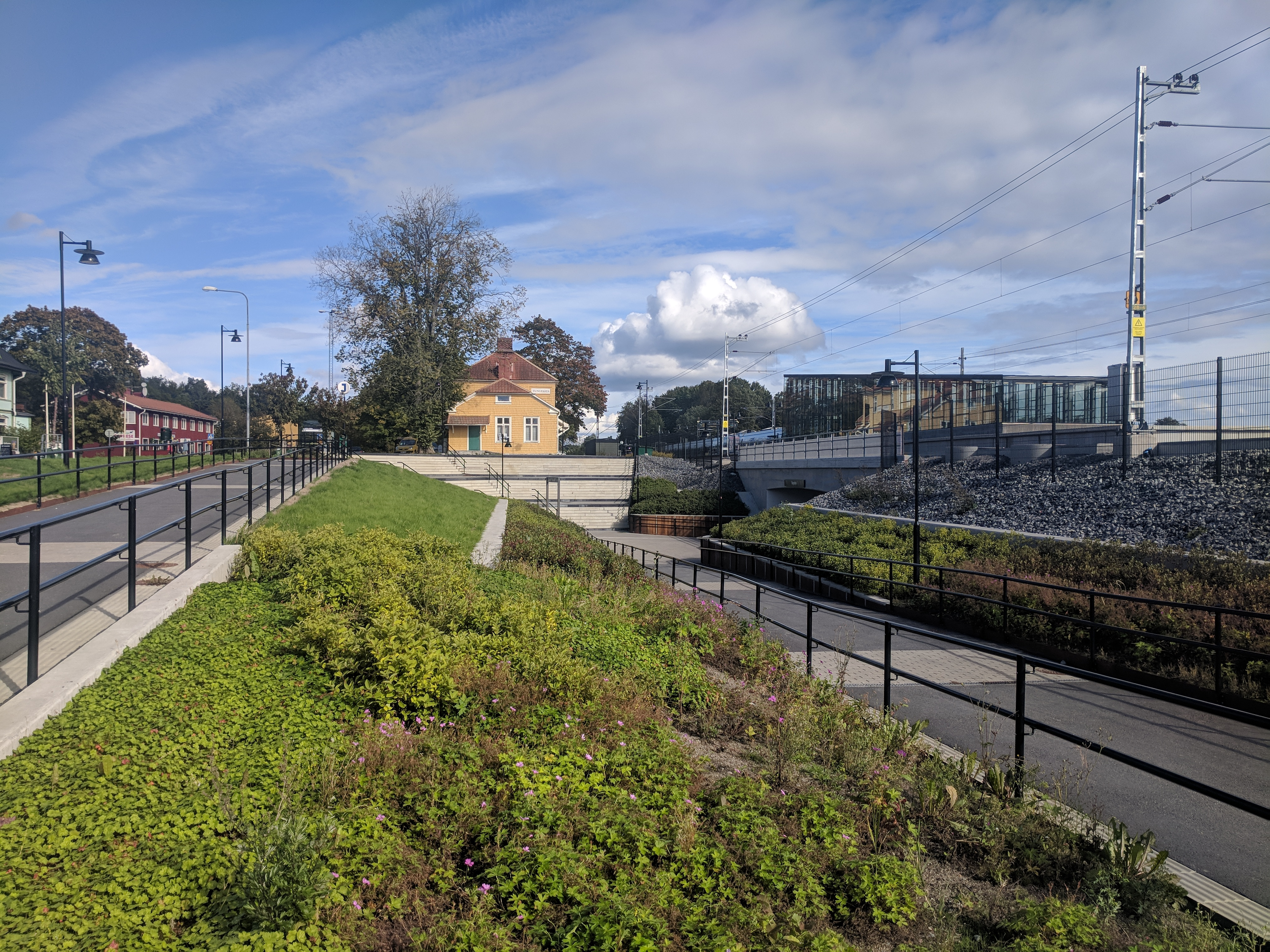
Stationsområdet